# Someday (canción de Nickelback)
«Someday» es una power ballad interpretada por la banda de rock canadiense Nickelback. Fue lanzada como el primer sencillo de su álbum The Long Road (2003). La canción ocupó la primera posición en las listas de popularidad de Canadá durante tres semanas. También alcanzó el puesto 7 en los Estados Unidos y el 6 en el Reino Unido.

## Lista de canciones
Maxi sencillo
1. «Someday» (Sencillo mix) – 3:25
2. «Someday» (Álbum Mix) – 3:23
3. «Slow Motion» – 3:32

Sencillo en CD
1. «Someday» (Versión sencillo) – 3:13
2. «Someday» (Álbum versión) – 3:25

## Posicionamiento en listas y certificaciones
| Lista (2003)                                | Mejor posición |
| ------------------------------------------- | -------------- |
| Alemania (Media Control AG)                 | 26             |
| Australia (ARIA)                            | 4              |
| Austria (Ö3 Austria Top 40)                 | 11             |
| Bélgica (Flandes) (Ultratop 50)             | 31             |
| Bélgica (Valonia) (Ultratip Bubbling Under) | 12             |
| Canadá (Canadian Singles Chart)             | 1              |
| Estados Unidos (Billboard Hot 100)          | 7              |
| Estados Unidos (ARC Weekly Top 40)          | 3              |
| Estados Unidos (Adult Top 40)               | 1              |
| Estados Unidos (Hot Digital Songs)          | 56             |
| Estados Unidos (Modern Rock Tracks)         | 4              |
| Estados Unidos (Mainstream Rock Tracks)     | 2              |
| Estados Unidos (Top 40 Mainstream)          | 2              |
| Francia (SNEP)                              | 61             |
| Italia (FIMI)                               | 9              |
| Irlanda (IRMA)                              | 18             |
| Nueva Zelanda (Recorded Music NZ)           | 9              |
| Países Bajos (Dutch Top 40)                 | 11             |
| Reino Unido (UK Singles Chart)              | 6              |
| Suecia (Sverigetopplistan)                  | 35             |
| Suiza (Schweizer Hitparade)                 | 14             |

| País           | Organismo certificador | Certificación    | Ref.   |
| -------------- | ---------------------- | ---------------- | ------ |
| Australia      | ARIA                   | Disco de Platino | [ 17 ] |
| Estados Unidos | RIAA                   | Disco de Oro     | [ 18 ] |